# Geografia da Região Norte do Brasil
A Região Norte do Brasil é um domínio de estudos e conhecimentos sobre as características geográficas do território nortista. A área da Região Norte do Brasil é de 3.853.327 km², correspondendo a 45% do [Geografia do Brasil|território brasileiro]. Se a Região Norte do Brasil fosse um 
[País|Estado soberano], seria o sétimo maior país do mundo em área territorial. A Região Norte do Brasil ocupa a maior parte de um vasto espaço de natureza que se chama Região Amazônica, de características uniformes de natureza e de população — vastos espaços de natureza e população muito pequena.
Além de abranger o território nortista e parte da Região Nordeste do Brasil e da Região Centro-Oeste do Brasil, a Amazônia ocupa área extensa ainda por terras das três Guianas, Venezuela, Colômbia, Equador, Peru e Bolívia.
A Região Norte também se chama Amazônia Real, em contraposição à Amazônia Legal, área ocupada para além das fronteiras do território regional e que teve definição, em 1953, pela lei nom a meta de planejar a economia. A Amazônia Legal abrange a parte ocidental do Maranhão, o território estadual de Mato Grosso e parte do território estadual de Mato Grosso do Sul. É importante ressaltar, porém, que as características(tipos climáticos, formações vegetais, etc.) das fronteiras da Amazônia Legal por vezes são muito diferentes do mundo amazônico.

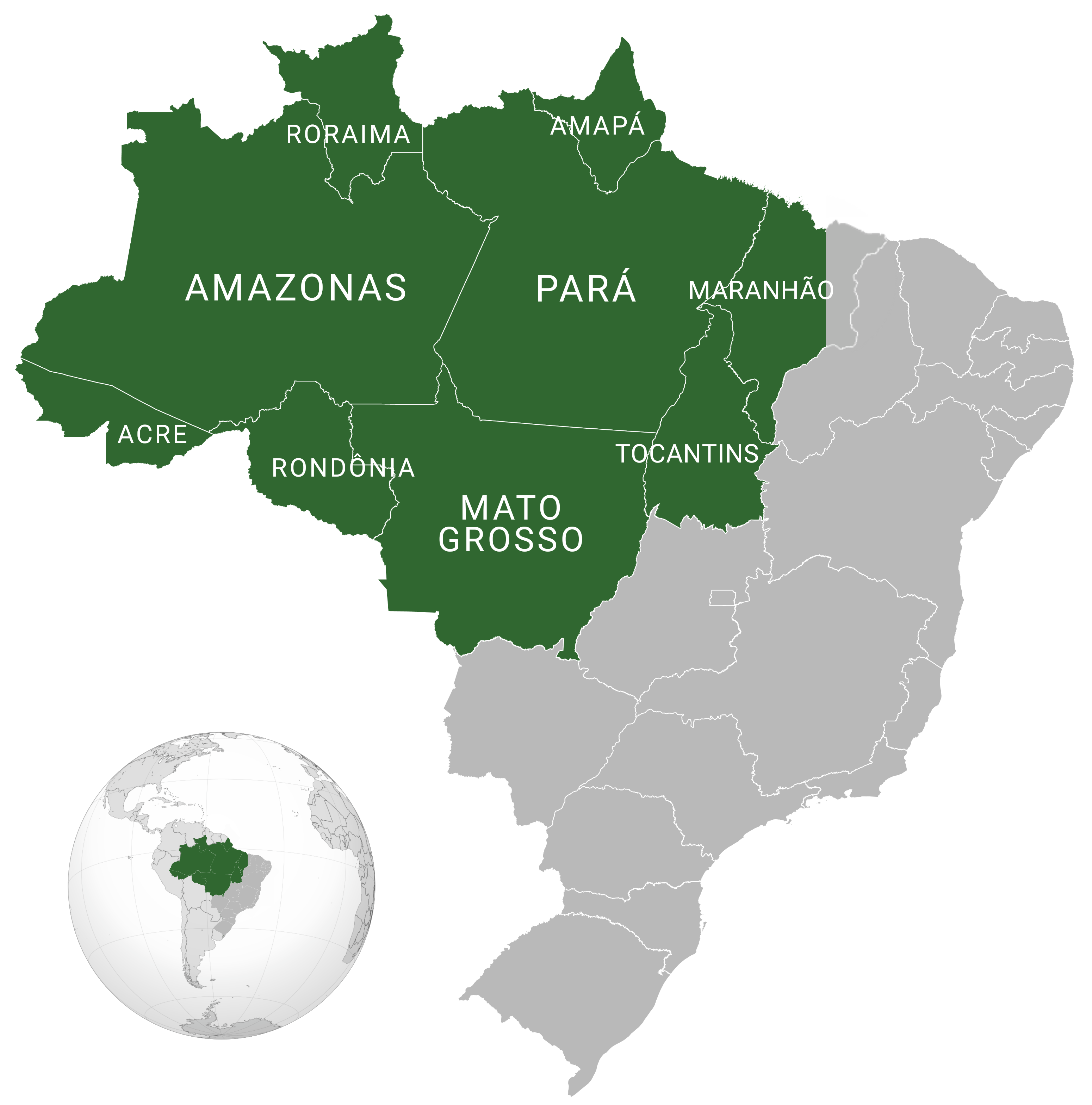
Além de abranger os territórios estaduais da Região Norte do Brasil, a Amazônia Legal vai até o Maranhão (meridiano 44° O), Goiás (paralelo 13° S) e Mato Grosso (paralelo 16° S). Mas, existem projetos que se estendem até o rio Taquari, em Mato Grosso do Sul

Situada na zona da linha do equador terrestre, a Região Norte do Brasil tem em si um conjunto de características típicas dessa extensão ocupada pela região. As mais importantes são:
- Paisagens com uniformidade própria: Quem quiser um apanhado de um barco em Iquitos, em território peruano, onde se situam as nascentes do rio Amazonas, e fazer uma viagem de navegação em direção à sua foz, no Pará, estará passando ao longo de uma extensão que corresponde a mais de 15% da linha imaginária equatorial. Vai perceber no percurso que a paisagem não se altera muito: um relevo de superfície plana com pouco declive a dois centímetros por quilômetro, um rio que em muitos pontos chega a se alargar muito que as margens não são avistadas, uma selva de mistura confusa cheia de plantas arbóreas que se entrelaçam com as lianas e, em pontos ou lugares muito distantes entre si, uma cidade de menor porte ou um barraco onde mora um caboclo.[1]
- Clima de calor e de chuva e domínio da floresta equatorial sobre a região: Como se situa em áreas de linhas imaginárias latitudinais tanto acima como abaixo da linha do Equador, o território nortista apresenta temperaturas de maior elevação o ano inteiro e pouca amplitude térmica. Há muita umidade na região e em quase toda a sua extensão não existe registro de uma estação seca. O clima úmido e quente são favoráveis ao desenvolvimento de uma formação florestal densa e quase impossível de penetrar, com rios que dispõem de volumes aquáticos de maior porte.[1] então o climax e equatorial da Regis norte
- Rios que se utilizam como vias de transporte: Os vazios de população, a selva quase impossível de penetrar, a quantidade de maior porte e o volume fluvial tornaram difícil até atualmente o trabalho de construir ferrovias ou estradas de rodagem no território regional. Consequentemente, os rios foram transformados na mais importante via de transporte da região, representando para a maioria do contingente populacional a única opção de transporte cujo tráfego é possível, tanto pelo sistema econômico de quantias a serem pagas como por tornar possível acesso aos povoados de maior distância.[1]
- Nível de desenvolvimento inferior: Por causa de suas situações condicionais de natureza, a Amazônia é uma região de população e desenvolvimento inferiores, apresentando grandes vácuos de população. Sua densidade demográfica é de aproximadamente 4 habitantes por quilômetro quadrado e os recursos que tiveram origem em suas fontes de renda ainda são pouco expressivos no total nacional.

## Relevo
O relevo nortista constitui-se de três grandes unidades geomorfológicas:
- Planícies e Terras Baixas Amazônicas;
- Planalto das Guianas;
- Planalto Central.

### Planícies e Terras Baixas Amazônicas

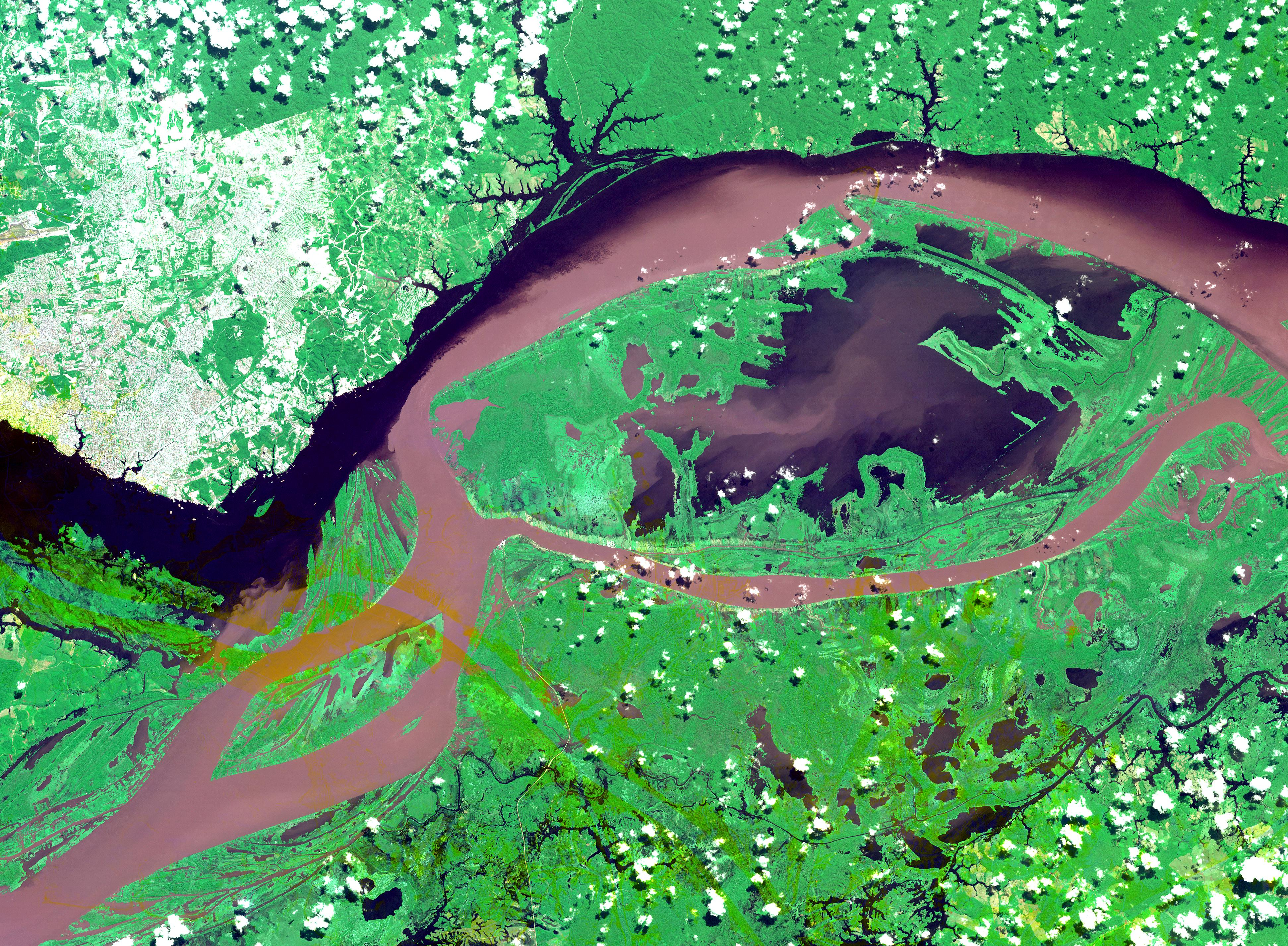
Foto de satélite de uma parte da Planície amazônica.

São, de modo geral, objetos de conhecimento dos especialistas em geografia do Brasil como Planície Amazônica, embora a planície de verdade começa a ser vista apenas nas margens do rio Amazonas ou em trechos de menor porte, em meio a áreas de maior altitude. Esse compartimento geormofológico poder ser divididos em três: igapós, tesos ou terraços fluviais e terra firme.
- Igapós : Correspondem às áreas mais baixas, constantemente inundadas pelas cheias do rio Amazonas.
- Tesos ou terraços fluviais (Várzeas): Suas altitudes são sempre inferiores a 30 metros, sendo inundados pelas cheias mais fortes.
- Terra firme: Atinge altitudes de até 350 metros, estando livre das inundações. Ao contrário das várzeas e dos terraços fluviais, formados predominantemente pelos sedimentos que os rios depositam, a terra firme é constituída basicamente por arenitos.

O planalto das Guianas localiza-se ao norte da Planície Amazônica, sendo constituído por terrenos cristalinos. Prolonga-se até a Venezuela e as Guianas, e na área de fronteira entre esses países e o Brasil aparece a região serrana, constituída — de oeste para leste — pelas serras do Imeri ou Tapirapecó, Parima, Pacaraíma, Acaraí e Tumucumaque. É na região serrana que se encontram os pontos mais altos do país, como o pico da Neblina e o pico 31 de Março, na serra do Imeri, estado do Amazonas, inicialmente aferidos com instrumentos rudimentares de medição em 3.014 e 2.992 metros de altitude, respectivamente. Porém após o advento de instrumentos mais precisos para tal medição, como o GPS geodésico, esses valores foram corrigidos para 2.993m (Pico da Neblina) e 2.972m (Pico 31 de Março). As medidas oficiais foram obtidas pelo Projeto Pontos Culminantes do Brasil.

### Planalto Central
O planalto Central localiza-se ao sul da região abrangendo o sul do Amazonas e do Pará e a maior parte dos estados de Rondônia e do Tocantins. É constituído por terrenos cristalinos e sedimentares antigos, sendo mais elevado ao sul e no Tocantins.

## Clima

Mapa climático da Região Norte do Brasil segundo Köppen-Geiger.

Algumas latitudes podem criar uma região com climas quentes e úmidos. A existência de calor e da enorme massa líquida favorecem a evaporação e fazem da Região Norte uma área bastante úmida. Dominada assim por um clima do tipo equatorial, a região apresenta temperaturas elevadas o ano todo (médias de 24 °C a 26 °C), uma baixa amplitude térmica, com exceção de algumas áreas de Rondônia e do Acre, onde ocorre o fenômeno da friagem, em virtude da atuação do La Niña, permitindo que massas de ar frio vindas do oceano Atlântico sul penetrem nos estados da região Sul, entrem por Mato Grosso e atinjam os estados amazônicos, diminuindo a temperatura. Isto ocorre porque o calor da Amazônia propicia uma área de baixa latitude que atrai massas de ar polar. Ocorrendo no inverno, o efeito da friagem dura uma semana ou pouco mais, quando a temperatura chega a descer a 6 °C em Vilhena (RO), 12 °C em Porto Velho (RO), 13 °C  Eirunepé (AM) e até 9 °C em Rio Branco (AC).
O regime de chuvas na região é bem marcado, havendo um período seco, de junho a novembro, e outro com grande volume de precipitação, Dezembro a Maio. As chuvas provocam mais de 2.000 mm de precipitação anuais, havendo trechos com mais de 3.000 mm, como o litoral do Amapá, a foz do rio Amazonas e porções da Amazônia Ocidental.
A Região Norte apresenta o clima mais úmido do Brasil, sendo comum a ocorrência de fortes chuvas. São características da região.As chuvas de convecção ou de "hora certa", que em geral ocorrem no final da tarde e se formam da seguinte maneira: com o nascer do Sol, a temperatura começa a subir, ou seja, aumentar em toda a região, aquecimento que provoca a evaporação; o vapor de água no ar se eleva, formando grandes nuvens; com a diminuição da temperatura, causada pelo passar das horas do dia, esse vapor de água se precipita, caracterizando as chuvas de "hora certa".

## Vegetação

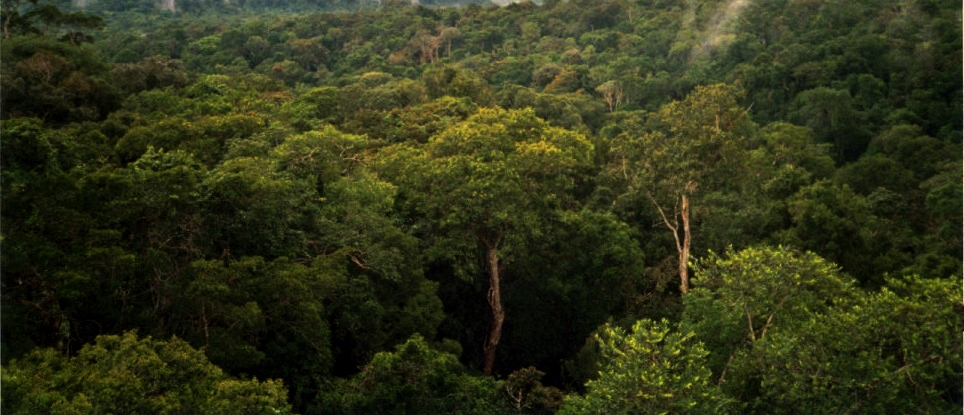
Floresta amazônica.

Na Região Norte está localizado um importante ecossistema para o planeta: a Amazônia. Além da Amazônia, a região apresenta uma pequena faixa de mangue (no litoral) e alguns pontos de cerrado, e também alguns pontos de matas galerias.
Aprender as características físicas de uma região depende, em grande parte, da capacidade de dedução e observação: na Região Norte, a latitude e o relevo explicam a temperatura; a temperatura e os ventos explicam a umidade e o volume dos rios; e o clima e a umidade, somados, são responsáveis pela existência da mais extensa, variada e densa floresta do planeta, ou seja, a Floresta Amazônica ou Hileia.
A Ilha de Marajó, no estado do Pará, apresenta formações rasteiras de Campos da Hileia que, por sua vez, ficam inundadas nos períodos de cheias dos rios. É a maior ilha de água fluviomarinha do mundo. Grandes extensões de cerrado podem ser encontradas nos estados de Rondônia, Tocantins e Roraima.
Equivalendo a mais de um terço das reservas florestais do mundo, é uma formação tipicamente higrófila, com o predomínio de árvores grandes e largas (espécies latifoliadas), muito próximas umas das outras e entrelaçadas por grande variedade de lianas (cipós lenhosos) e epífitas (vegetais que se apoiam em outros). O clima da região, quente e chuvoso, permite o crescimento das espécies vegetais e a reprodução das espécies animais durante o ano todo. Isso faz com que a Amazônia tenha a flora mais variada do planeta, além de uma fauna muito rica em pássaros, peixes e insetos.

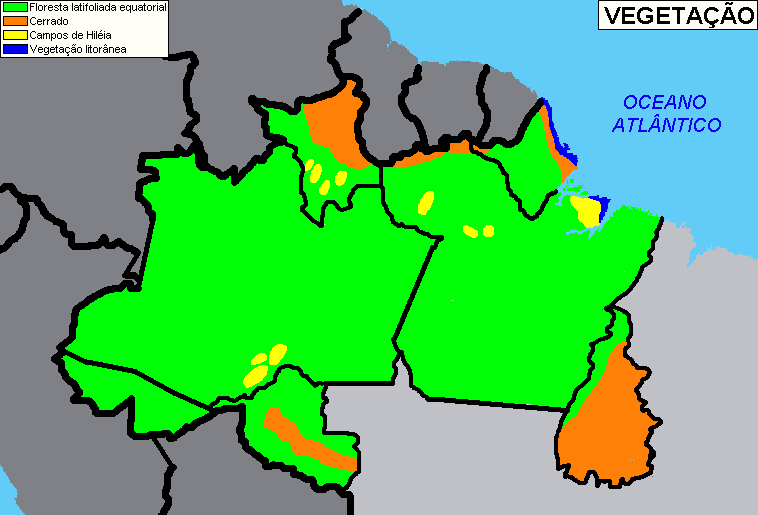
Mapa de vegetação da Região Norte do Brasil.

A Floresta Amazônica apresenta algumas variações de aspecto, conforme o local, junto aos rios, nas áreas permanentemente alagadas, 
surge a mata de igapó, com árvores mais baixas. Mais para o interior surgem associações de árvores mais altas, conhecidas como mata de várzea, inundadas apenas durante as cheias. As áreas mais distantes do leito dos rios, inundadas somente por ocasião das grandes enchentes, são chamadas de mata de terra firme ou caaetê, que significa mata (caa) de proporções grandiosas.
Se não considerarmos a devastação, mais de 90% da área da Região Norte é ocupada pela Floresta Amazônica ou equatorial, embora ela não seja a única formação vegetal da Amazônia. Surgem ainda: Campos da Hileia, em manchas esparsas pela região, como na ilha de Marajó e no vale do rio Amazonas; o cerrado, que ocupa grande extensão do estado do Tocantins e vastos trechos de Rondônia e Roraima, além da vegetação litorânea

## Hidrografia
A região apresenta a maior bacia hidrográfica do mundo, a bacia amazônica, formada pelo rio Amazonas e seus milhares de afluentes (alguns inclusive não catalogados). Em um de seus afluentes (rio Uamutã) está instalada a Usina Hidrelétrica de Balbina e em outro de seu afluente (rio Jamari) está localizada a usina Hidrelétrica de Samuel, construída na cachoeira de Samuel. Devido ao tamanho do rio Amazonas, foram construídos três portos durante o curso do rio. Um deles fica no Brasil, localizando-se em Manaus, estado do Amazonas.
A foz do rio Amazonas apresenta um dos fenômenos naturais mais impressionantes que existe, a pororoca, uma perigosa onda contínua com até 5m de altura, formada na subida da maré e que costumeiramente é explorada por surfistas.
Na foz do rio Amazonas encontra-se a ilha de Marajó, a maior ilha de água fluviomarinha do mundo, com aproximadamente 50.000 km², que também abriga o maior rebanho de búfalos do país. Está no guiness book/2005.
Além da presença da bacia amazônica, na região está localizada boa parte da bacia do Tocantins. Num de seus rios integrantes (rio Tocantins), está instalada a Tucuruí, uma das maiores usinas hidroelétricas do mundo.
Um fato interessante a respeito dessa bacia é a presença da ilha do Bananal, a maior ilha fluvial do mundo, localizada no estado do Tocantins. A ilha é formada pelo rio Araguaia e por um de seus afluentes, o rio Javaés.

## Transportes

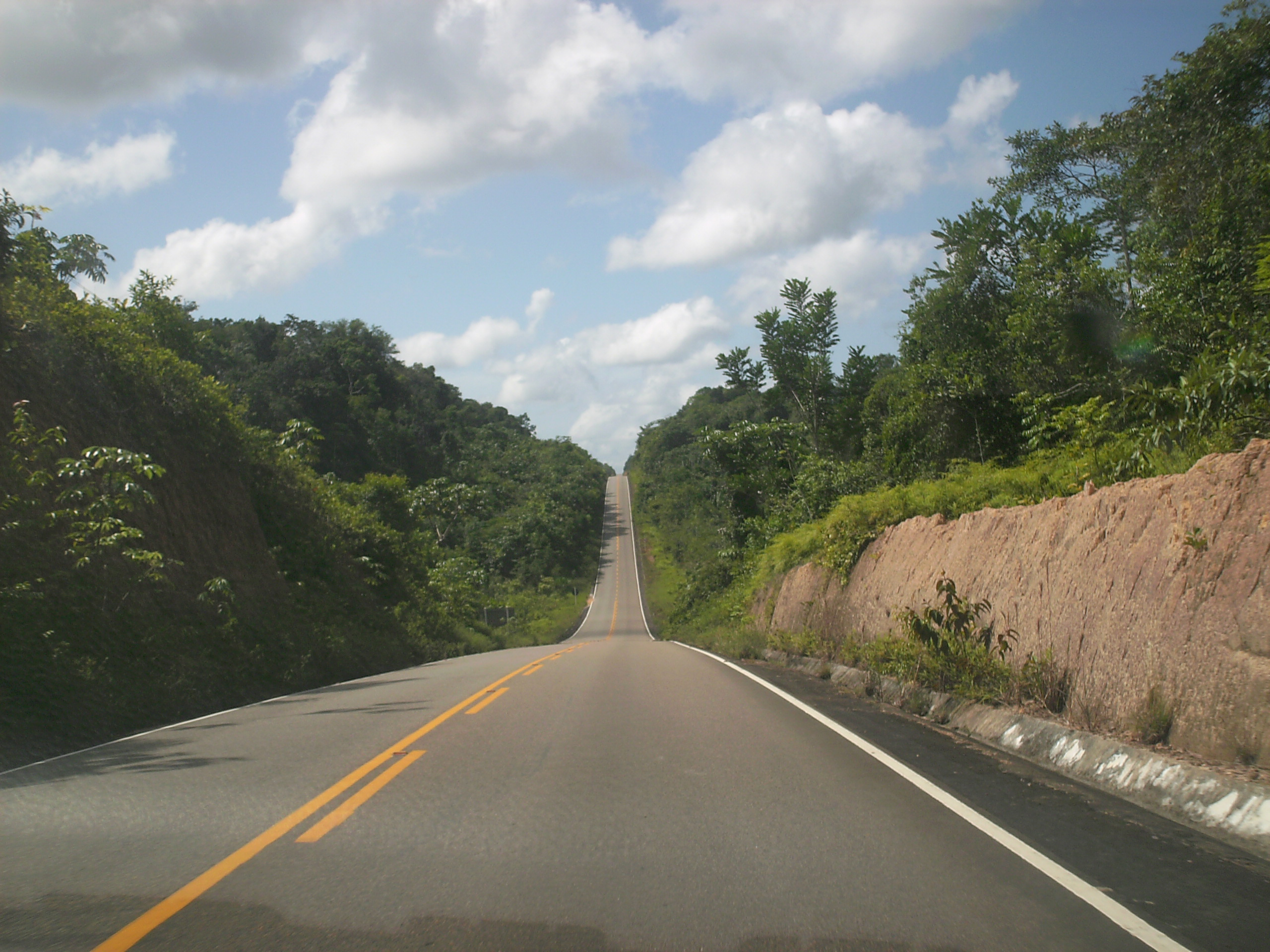
BR-174 atravessando floresta amazônica no Amazonas e Roraima.

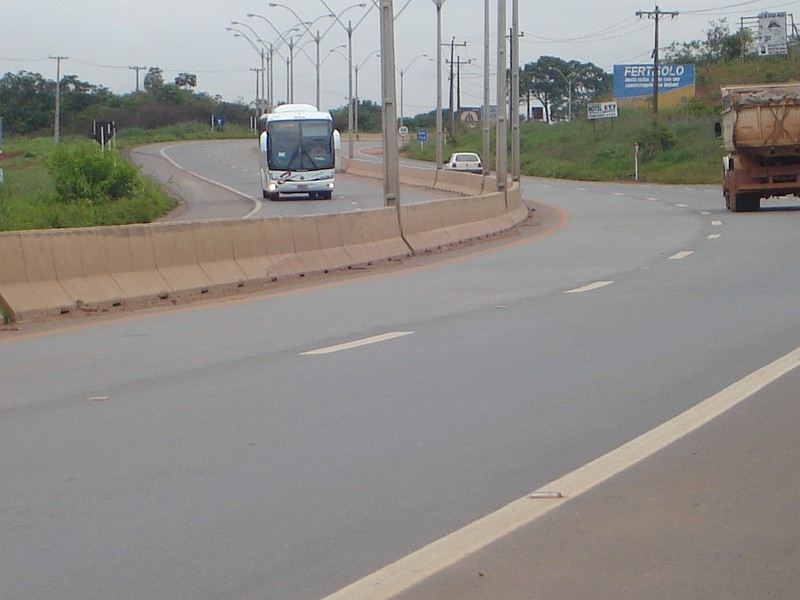
Trecho duplicado da BR-364 próximo a Porto Velho.

A malha rodoviária na região não é muito extensa. Boa parte das rodovias existentes na região foram construídas nos anos 60 e 70, com o intuito de integrar essa região às outras regiões do país. Como exemplo, tem-se a rodovia Transamazônica, a rodovia Belém-Brasília e a BR-364 (Cuiabá-Porto Velho-Rio Branco).
Em relação à malha ferroviária, duas ferrovias possuem destaque: A estrada de ferro Carajás, que vai de Marabá, estado do Pará, a São Luís, capital do estado do Maranhão (Região Nordeste), que escoa os minerais extraídos na serra dos Carajás até os portos de Itaqui e Ponta da Madeira; e  a Estrada de Ferro do Amapá, que transporta o manganês e o níquel, extraídos na serra do Navio até o porto de Santana, em Macapá, capital do estado do Amapá. Uma outra estrada de ferro importante para a região foi a ferrovia madeira-Mamoré, localizada no estado de Rondônia e que foi construída no início do século XX, com o intuito de escoar a borracha produzida nessa região e na Bolívia para o oceano Atlântico, através dos rios Madeira e Amazonas, até os portos de Manaus e Belém. Atualmente essa ferrovia encontra-se desativada.
Na Amazônia Central os meios de transporte mais utilizados são barcos e aviões, e existem aeroportos em quase todos os municípios da região. O transporte por estradas só existe de verdade no sul e leste do Pará, no sul do Amazonas, entre os municípios mais próximos de Manaus e nos estados do Acre e Rondônia. Manaus é um dos maiores centros de movimentação de cargas no país e é servida pelo transporte rodoviário interestadual com carretas embarcadas em balsas e transportadas até os portos de Belém do Pará e Porto Velho/RO. Existe a BR-174 que liga Manaus a Boa Vista/RR e a partir daí liga a região ao Caribe, através da Venezuela. O rio Amazonas permite a navegação de navios de grande porte, de qualquer calado, e Manaus também é servida por esse modal.